# الحرس الجمهوري الجزائري
الحرس الجمهوري الجزائري وحدة عسكرية تابعة للجيش الوطني الشعبي الجزائري ويعتبر أحد قوات النخبة في الجيش، وأعلى قائد في هذا السلاح هو قائد قوات الحرس الجمهوري وهو عادة ضابط برتبة لواء أو فريق وهو لا يتلقى تعليماته سوى من رئيس الجمهورية. دوره حماية النظام الجمهوري بأكمله، بما في ذلك منشآته ومؤسساته وهي لا تنحصر في قصور الرئاسة وإنما أيضا مراكز القيادة، بل وتمتد صلاحيتهم لحماية مؤسسات مثل مجلس الشعب والمحكمة الدستورية ومجلس الأمة أثناء الحرب.

## تعريف
يبلغ تعدادها قرابة 20,000 فرد مقاتل، جلّهم من درجة فارس (مقاتل)، لباسهم تقليدي مميز يعبر عن تاريخ الجزائر، العرب، الأمازيغ، الإسلام، ألوان اللباس لون العلم الوطني. فالسروال أخضر والقميص أحمر يسمى قيمجة والبرنوس أبيض مع العمامة البيضاء وعليها رمز النبالة للفرسان، إضافة إلى السيف التقليدي الطويل الخاص بالفرسان، ويتميز بانه طويل ومستدق الرأس لانه كان مخصصا في القديم لعملية الطعن من فوق الجواد، أما الخيول فيتميز فرسان الحرس الجمهوري بخيولهم البربرية النقية الدم والبيضاء اللون، وتوجد أيضا وحدة الفرسان الموسيقية، والتي تقدم النشيد الوطني الجزائري، وأغاني وطنية أخرى في المناسبات الرسمية، مثل زيارة رسمية يقوم بها رئيس دولة أجنبية، أو خلال المناسبات الدولية.

## تاريخه
يرجع بداية نشأة الحرس الجمهوري إلى الأيام الأولى للاستقلال مع الإعلان الرسمي عن انتقال جيش التحرير الوطني إلى الجيش الوطني الشعبي.
ثم تطور هيكليا وتنظيميا وفق المهام المسندة إليه، وتمتد جذوره التاريخية إلى ثورة التحرير المجيدة، وخاصة النواة الأولى للموسيقى، ثم تلتها الخيالة إبان الاستقلال مباشرة باعتبارهما متلازمتين، ثم إحداث وحدات الحرس الجمهوري.

## قادة الحرس الجمهوري وفق الزمن
- اللواء علي جمعي، من سنة 2000م إلى غاية أغسطس 2005م
- العميد العياشي غريد، من 8 أوت 2005م[2] إلى 29 مايو 2008م[3]
- العقيد نعيم حكيكي (بالنيابة)، من 30 ماي 2008م[4] إلى 30 يونيو 2008م[5]
- العميد عبد الغني هامل، من 1 جويلية 2008[6] إلى 5 يوليو 2010[7]
- اللواء أحمد مولاي ملياني، من 6 جويلية 2010م[8] إلى 23 يوليو 2015م[9]
- الفريق الأول بن علي بن علي، القائد الحالي، من 23 يوليو 2015م.

## مهامه

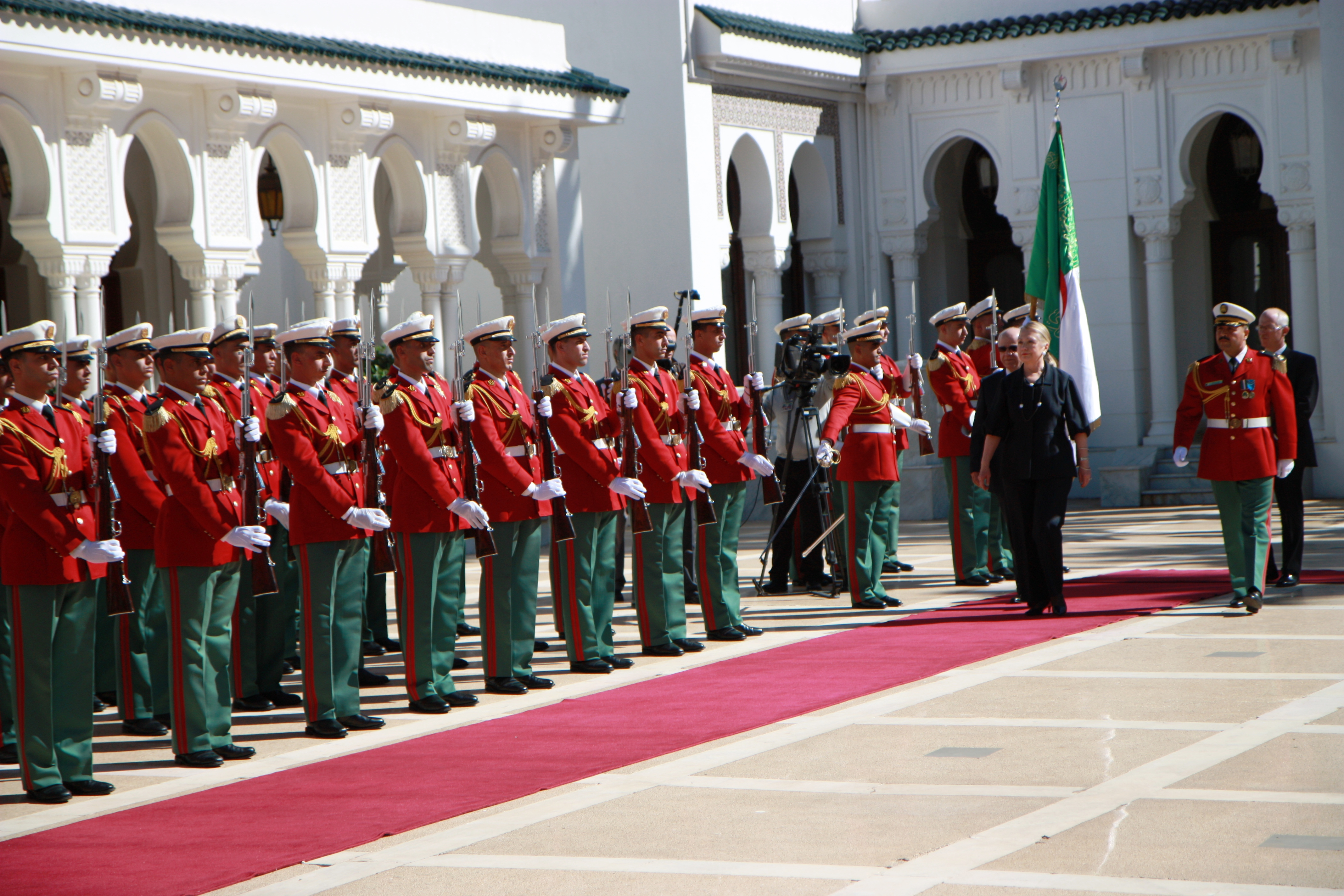
الحرس الجمهوري في حفل أستقبال وزيرة خارجية أمريكا

- الحراسة، الحماية والدفاع عن مقر رئاسة الجمهورية وملحقاتها والإقامات الرسمية
- المرافقة والتشريفات لرئيس الجمهورية والسلطات السامية للدولة والشخصيات الأجنبية من ضيوف الجزائر
- المشاركة في الاحتفالات الوطنية والدينية تحت الرعاية السامية للسيد رئيس الجمهورية
- المشاركة في تظاهرات الفروسية والموسيقية على المستويين الدولي والوطني

## تنظيمه
يتشكل تنظيم الحرس الجمهوري من :
- قيادة
- هيئة الأركان
- وحدات الحماية، الحراسة، التدخل، المرافقة والتشريفات، وكذلك وحدات الإسناد، أفوج الخاص للتدخل (RSI)
- مصالح إدارية وتقنية
- هياكل التكوين
- هياكل متخصصة
- الفصيلة السينوتقنية (الكلاب العسكرية)

## مركز التدريب
أنشئ مركز تدريب الحرس الجمهوري عام 1974م، يقع على بعد 12 كلم شرق الجزائر (العاصمة)، برج الكيفان.
مخصص لتكوين رجال الصف في تخصص الموسيقى، والخيالة، والدبابات، والمشاة محمولة.
- الموسيقى

يتابع المجندون تكوينا مهنيا على مستوى مركز التدريب للحرس الجمهوري في الموسيقى العسكرية (هرمونية وإيقاع) ويتحصلون على شهادة عسكرية مهنية رقم 02 في الاختصاص.
- الخيالة

يتابع المجندون تكوينا مهنيا على مستوى مركز التدريب للحرس الجمهوري في الخيالة يتوج بشهادة عسكرية مهنية رقم 02 في الاختصاص.
- مشاة محمولة

يتابع المجندون تكوينا مهنيا على مستوى مركز التدريب للحرس الجمهوري يتوج بشهادة عسكرية مهنية رقم 02 في الاختصاص.
- قادة وسواق ورماة العربات القتالية

يتابعون تكوينا مهنيا على مستوى مركز التدريب للحرس الجمهوري على هذا الاختصاص لتسند لهم مهام حماية المناطق الحساسة والإقامات الرسمية.
- الدراجات النارية

يتلقى ضباط الصف تكوينا في هذا الاختصاص لتسند لهم فيما بعد مهام مرافقة المواكب الرسمية.
في إطار التكوين المتواصل في جميع الاختصاصات يمكن مزاولة دراسات عليا على مستوى الهياكل التكوينية المختصة داخل أو خارج الوطن.

## تعداد معدات القوات البرية
| العتاد                  | صورة   | بلد الاصل/الشراء | في الخدمة                                                                      | ملاحظات |
| دبابات                  | دبابات | دبابات           | دبابات                                                                         | دبابات |
| ----------------------- | ------ | ---------------- | ------------------------------------------------------------------------------ | --- |
| تي-90                   |        | روسيا            | 505                                                                            | دفعة جديدة بعدد 350 في نهاية 2017 من مصنع الجزائر للدبابات بشراكة مع روسيا وهي من نوع T-90 MS دبابة قتال رئيسية                                                                                       |
| تي-72                   |        | روسيا            | 500                                                                            | دبابة قتال رئيسية تم تطوبرها كليا |
| تي-62                   |        | روسيا            | 300                                                                            | دبابة صف ثاني تم تطويرها بالكامل وتم استبدال البرج والمحرك والدروع |
| تي-55                   |        | روسيا            | 600                                                                            | دبابة صف ثاني تم تطويرها بالكامل وتم استبدال البرج والمحرك والدروع |
| تيرمينيتر               |        | روسيا            | ؟؟؟                                                                            | بي أم بي تي تيرمينيتر قد تم اختياره في نسخته الجديدة. |
| مدرعات                  |        |                  |                                                                                | |
| بي إم بي-3              |        | روسيا            | 100                                                                            | |
| بي إم بي-2              |        | روسيا            | 760                                                                            | |
| بي إم بي-1              |        | روسيا            | 685                                                                            | طورت كليا بتبديل برجها وإضافة 4 صواريخ كورنيت مضادة للدروع وتم استبدال المحرك أيضا وإضافة دروع جديدة...                                                                                               |
| BMD-4                   |        | روسيا            | 100                                                                            | |
| بي تي أر-60             |        | روسيا            | 250                                                                            | تم تطويرها |
| بي تي أر-80             |        | روسيا            | 150                                                                            | تم تطويرها |
| بي أر دي إم-2           |        | روسيا            | 250                                                                            | |
| بنهارد إيه إم إل        |        | رومانيا          | 250                                                                            | |
| هامفي                   |        | الولايات المتحدة | 200+                                                                           | |
| نمر                     |        | الجزائر          | 3000                                                                           | تصنع محليا بشراكة مع الإمارات العربية |
| بنهارد إيه إم إل 90     |        | فرنسا            | 54                                                                             | |
| GAZ-3937                |        | روسيا            | 1000                                                                           | |
| EE-9 Cascavel           |        | البرازيل         | 600                                                                            | |
| دبليو زد 551            |        | الصين            | 240                                                                            | |
| مدرعة BCL-M5            |        | الجزائر          | 4500                                                                           | |
| Otokar Akrep            |        | تركيا            | 1200                                                                           | |
| فهد                     |        | مصر              | 200                                                                            | |
| بي تي أر-40             |        | روسيا            | 900                                                                            | خرجت من الخدمة وتستعمل للطوارئ |
| مدرعة فوكس              |        | ألمانيا الجزائر  | 1200                                                                           | تصنع محليا برخصة من ألمانيا |
| مدفعية وراجمات صواريخ   |        |                  |                                                                                | |
| بي إل زد-45             |        | الصين            | 87                                                                             | |
| 2 أس 3 أكتسيا           |        | الاتحاد السوفيتي | 320                                                                            | |
| فوزديكا 2أس1            |        | روسيا            | 300                                                                            | |
| بي إم-30 سميرتش         |        | روسيا            | 38                                                                             | تم إضافة الكثير منها وتستعمل كراجمة دفاعية |
| بي ام-24                |        | روسيا            | 55                                                                             | |
| بي إم-21 غراد           |        | روسيا            | 400                                                                            | |
| D-30                    |        | روسيا            | 50                                                                             | يصنع محليا برخصة من روسيا |
| دي-74                   |        | روسيا            | 148                                                                            | |
| أم-46                   |        | روسيا            | 30                                                                             | يصنع محليا برخصة |
| M1931                   |        | روسيا            | 13                                                                             | |
| M1938                   |        | روسيا            | 91                                                                             | |
| زي أس يو-23-4 شيلكا     |        | روسيا            | 600                                                                            | تم تطوير عربات شيلكا من خلال الرفع من قدرات المحرك لتزويد العربة بسرعة فائقة في جميع أنواع الأرضيات وكذا تزويدها بنظام تثبيت جديد ونظام مدفعي جديد كذلك ومن نفس العيار وتكيفها للرمي الصاروخي ارض جو. |
| أنظمة دفاع جوي          |        |                  |                                                                                | |
| أس - 300                |        | روسيا            | 8                                                                              | |
| بانتسير أس 1            |        | روسيا            | 108                                                                            | تملك الجزائر أحسن نسخة منه حيث يبلغ مداه 80 كلم بدل 20 كلم |
| SAM-6/8/7/9/13/14/16/18 |        | روسيا            | أعداد كبيرة                                                                    | تم تطوير كل البطاريات |
| سام 3                   |        | الاتحاد السوفيتي | أعداد كبيرة                                                                    | تم تطويرها بزيادة مداها وسرعة الصاروخ |
| إس - 200                |        | روسيا            | غير معروف                                                                      | تم تطويرها مؤخرا حيث وصل مداها بعد التطوير إلى 250 كلم |
| أس - 400 ترايمف         |        | روسيا            | غير معروف                                                                      | |
| نظام صواريخ بوك         |        | روسيا            | 48                                                                             | صواريخ بوك 1 وبوك 2 |
| تور (نظام صاروخي)       |        | روسيا            | 24 بطاريات 70 بطاريات تور-M2 سلمت من روسيا في عام 2014 و12 التالية في عام 2015 | |
| إيغلا                   |        | روسيا            | غير معروف                                                                      | يصنع محليا |
| ستريلا-2                |        | روسيا            | غير معروف                                                                      | يصنع محليا برخصة من روسيا ويسمى الصاعق |
| RBS 70                  |        | السويد           | 120                                                                            | |
| أنظمة مضادة للدروع      |        |                  |                                                                                | |
| آر بي جي 7              |        | روسيا            | أعداد كبيرة                                                                    | يصنع محليا |
| صاروخ SPG-9             |        | روسيا            | أعداد كبيرة                                                                    | يصنع محليا |
| آر بي جي - 29           |        | روسيا            | أعداد كبيرة                                                                    | يصنع محليا |
| AT-1 Snapper            |        | روسيا            | 2250                                                                           | |
| AT-2 Swatter            |        | روسيا            | غير معروف                                                                      | |
| 9م113 كونكورس           |        | روسيا            | غير معروف                                                                      | |
| 9إم133 كورنت            |        | روسيا 20         | النسخة E تحصلت على النسخة M مؤخرا                                              | |

بالإضافة إلى وضع طلبيات بقيمة مليار دولار لاقتناء 6 دبابات من نوع تي-14 أرماتا و8 بطاريات من نوع إس-500.

## وصلات داخلية
- الجيش الوطني الشعبي الجزائري
- الأمن العسكري (الجزائر)
- دائرة الاستعلام والأمن
- القوات الخاصة الجزائرية
- القوات البرية الجزائرية
- القوات الجوية الجزائرية
- القوات البحرية الجزائرية
- الدرك الوطني الجزائري
- مجموعة التدخل الخاصة

## وصلات خارجية
- موقع الرئاسة الجزائرية
- وزارة الدفاع الوطني الجزائري
- تاريخ الجيش الجزائري من 1954 إلى يومنا هذا
- حسب تقرير لمؤسسة (غلوبال فاير بوور) الجيش الجزائري ضمن أقوى 17 جيشا في العالم 2017
- الفريق قايد صالح من مقر الحرس الجمهوري: "تأمين سيادة واستقرار الجزائر من صلب مهام الجيش"
- أيام إعلامية للتعريف بمهام ونشاطات الحرس الجمهوري بوهران